# ワグナー・ナンドール

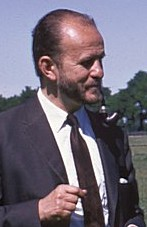
ワグナー・ナンドール（1964年、スウェーデン）

ワグナー・ナンドール（Wagner Nándor、日本名：和久奈 南都留、1922年10月7日 - 1997年11月15日）は、ハンガリー出身の彫刻家。ハンガリー語ではヴァーグネル・ナーンドル [ˈvɑ̈ːɡnerˌnɑ̈ːndor]。1975年に日本国籍取得。

## 略歴

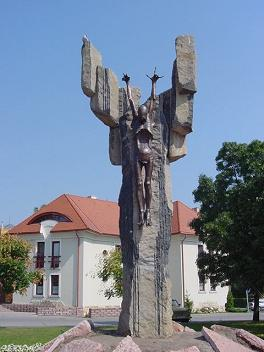
「ハンガリアン・コープス像」（1951年、ブロンズ像、ハンガリー・セーケシュフェヘールヴァール市）

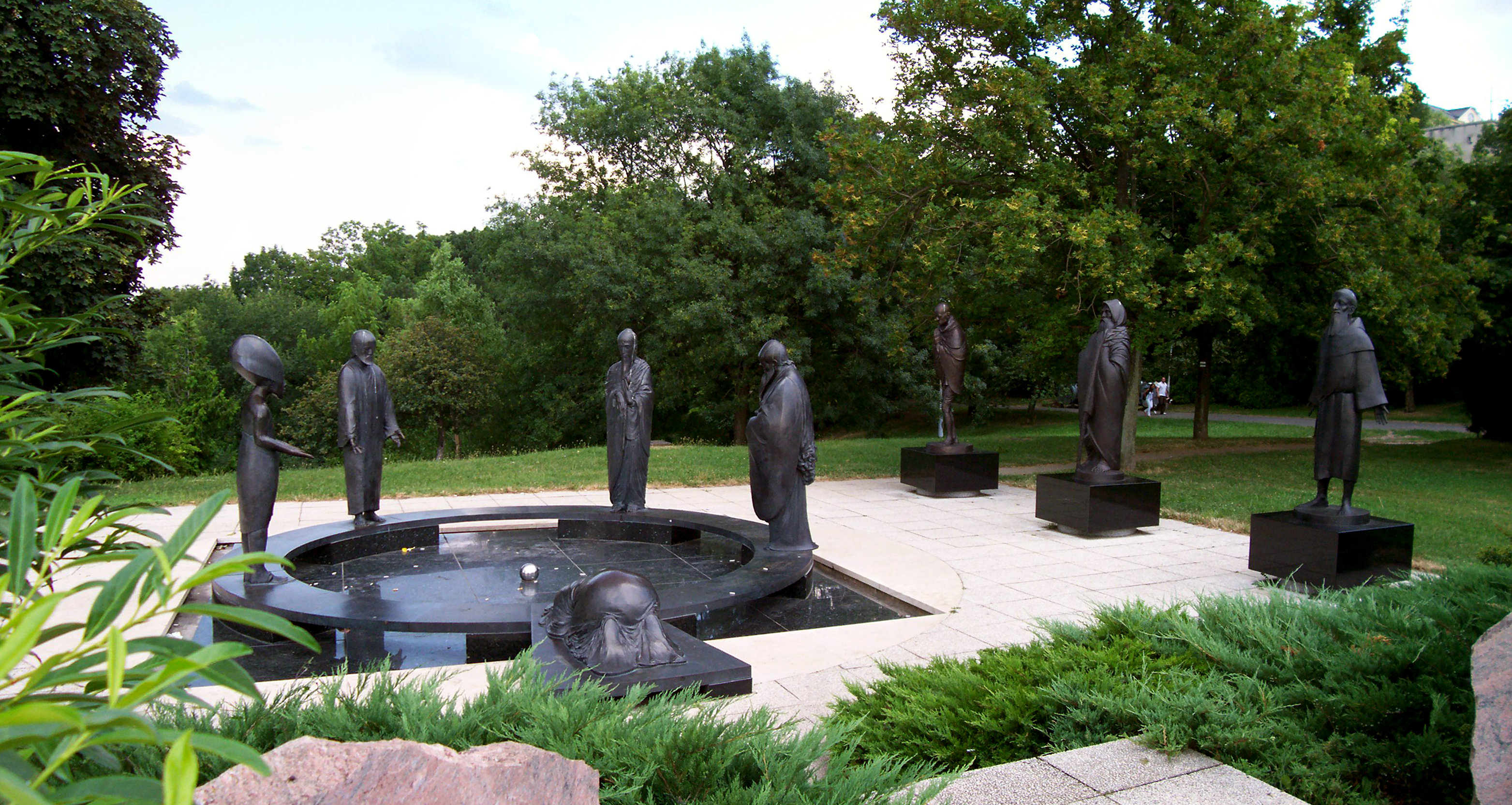
哲学の庭（1994年）

- 1922年[1] - ハンガリーのトランシルバニア地方ナジヴァーラド市（現在のルーマニアのオラデア市）に、ドイツ系の家庭に生まれる。父親は医師。
- 1939年[1] - 理工科高校で建築学を学ぶ。父親から「老子の書」を手渡される。
- 1940年[1] - ブダペスト国立美術大学入学、彫刻専攻。同時に国立大学医学部で解剖学を学ぶ。
- 1941年 - 大学を休学し志願兵となり第二次世界大戦に参戦する[1]。
- 1944年[1] - ソ連軍の侵攻に備えた、トランシルバニア山脈における戦闘で重傷を負う[1]。
- 1945年[1] オーストリアの陸軍病院で捕虜として終戦を迎える。回復後、ブダペスト国立美術大学へ復学し、卒業をする[1]。
- 1947年[1] - 政治的な規制が入るようになった彫刻制作を離れ[1]、国立博物館に勤務し、美術史・考古学・民族学などを研究を始める[1]。
- 1949年 - 戦後の博物館復興のため研究部門の責任者に選ばれ、新築・改築の設計及び新しい陳列方式を考案する。
- 1951年[1] - ハンガリーのスターリン時代、公職から追放され、博物館の職を失う[1]。彫刻家としての活動に入り[1]、国立彫刻展第一席入賞「3人の子供」などの作品を制作。
- 1956年[1] - 「ハンガリー動乱」の際、知識人代表の指導者の1人に選ばれる[1]。ソ連軍に鎮圧された後、身の危険を感じスウェーデンに亡命する[1]。ハンガリー時代の作品は友人によりひそかに国立博物館に保管される。 -
- 1957年 - スウェーデン、ルンド市で制作活動を再開。
- 1961年 - 長年研究していた分析美術史を基に、哲学理論を完成。
- 1963年 - ステンレス鋳造の研究に成功。世界初、ステンレス鋳造製のモニュメント「天使の像」をルンド市に建立。
- 1966年[1]4月29日 - 秋山ちよと結婚[1]。スウェーデン国籍取得。スウェーデンにて鋳造ステンレス製モニュメント数作、独自に考案したペーパー・フレスコ画数十点などを含め約200点を制作[1]。
- 1969年[1] - ちよと2人でスウェーデンを離れ、移住のため来日[1]。
- 1970年[1] - 栃木県益子町にアトリエを建設[1]。
- 1972年 - 栃木県立美術館にブロンズ製「母子像」設置。
- 1974年 - モニュメント「道祖神像」（鋳造ステンレス製）、栃木国体参加章など制作。
- 1975年[1] - 日本国に帰化[1]。日本名を「和久奈 南都留」とする[1]。
- 1977年[1] - 「哲学の庭」制作開始[1]。
- 1987年[1] - 「財団法人タオ世界文化発展研究所」を設立し[1]、理事長に就任。
- 1989年[1] - ハンガリー共和国憲法が施行され、ハンガリーに多党制による第三共和国「ハンガリー共和国」が誕生する[1]。
- 1994年[1] - 「哲学の庭」3組28体ブロンズ製で完成[1]。
- 1997年[1] 11月15日 - 永眠[1] 享年75[1]。
- 1999年 - ハンガリー・セーケシュフェヘールヴァール市に「ハンガリアン・コープス像」建立。同市より名誉市民章を授与される。
- 2000年[2] - 「ワグナー・ナンドール アートギャラリー」開館[2]。ワグナーがデザインしたモニュメント「アーロム・夢」が益子駅前に設置される[2]。
- 2001年[1] - ハンガリー・ブダペスト市ゲッレールト山に「哲学の庭」建立[2]。
- 2005年 - 故郷ナジヴァーラド市に「詩人ヨージェフ・アティッラ像」設置。
- 2006年 - 伝記「哲学者彫刻家 ワグナー・ナンドール」、ハンガリーで発刊。NHKエデュケーショナル DVD「ワグナー・ナンドールの世界（17分）」制作。
- 2007年 - 日本で「ワグナー・ナンドール作品写真集」発刊。
- 2009年[2] - 栃木県さくら市ミュージアムにて 企画展同時開催。ハンガリーで発刊された伝記「哲学者彫刻家 ワグナー・ナンドール」の日本語訳発刊。東京都中野区の哲学堂公園に【哲学の庭】建立[2]。12月4日除幕式。
- 2010年 - ワグナー・ナンドール アートギャラリーに「詩人ヨージェフ・アティッラ像」設置。
- 2011年 - 公益財団法人ワグナー・ナンドール記念財団に移行認定され設立。4月1日登記。
- 2011年 - NHKエデュケーショナル DVD「妻が語るワグナー・ナンドールとその世界（28分）」制作。
- 2011年 - 札幌市円山公園に「母子像・ふるさと」を設置。11月18日除幕式 。
- 2012年 - ワグナー・ナンドール アートギャラリーに「ハンガリアン・コープ」設置。4月29日除幕式。
- 2012年 - ハンガリー・ブダペスト市にワグナーのデザインした「母子像・ふるさと」の石彫を設  置。10月7日除幕式。
- 2012年 - NHKエデュケーショナル DVD「違いを超えて世界を結ぶ『哲学の庭』（22分）」制作。
- 2013年 - ヨーロッパ・ハンガリー文化賞、受賞。9月21日授賞式。
- 2013年 - ハンガリー・セーケシュフェヘールヴァール市 聖イシュトヴァーン博物館で展覧会開催。
- 2015年 - ハンガリー・ミシュコルツ市にワグナーのデザインした「母の胸に」の石彫を設置。  6月5日除幕式。
- 2021年 - ハンガリー・ドゥナウーイヴァーロシュ市の教会正門に「モ－ゼ像」を設置。 8月29日除幕式。

## 家族
- 妻・和久奈ちよ（旧姓・秋山） - 1930年生まれ。日本女子大学で英文学を学ぶ[3]。卒業後、母校の高校で3年間教師をしたのち、米国の大学院に留学、帰路スウェーデンに立ち寄った際に、友人の紹介でワグナーから絵画を習う[3]。1966年ワグナーと結婚し、1969年に夫ともに日本移住[3]。晩年は栃木刑務所の篤志面接委員も務める[4]。2021年没。

## 関連書
- 『ドナウの叫び －ワグナー・ナンドール物語－』下村徹、幻冬舎